# Martta Martikainen-Ypyä
Martta Martikainen-Ypyä (19 de setembre de 1904, Iisalmi - 17 de desembre de 1992, Hèlsinki), el nom del qual abans de contreure matrimoni era Martta Irene Martikainen, va ser una arquitecta finlandesa.
Es va formar amb els arquitectes Kaarlo Borg i Carolus Lindberg. Entre 1928 i 1936 va treballar com a arquitecta per a l'oficina d'edificació del Ministeri de Defensa. Es va graduar a la Universitat Politècnica de Hèlsinki en 1932.
En 1936 es va casar amb l'arquitecte Ragnar Ypyä. La parella va fundar una empresa d'arquitectura a Víborg; en 1939 es van traslladar a Hèlsinki. Després de la Segona Guerra Mundial va treballar a l'oficina de construcció d'habitatges de HSB a Estocolm, de la qual va ser cap de departament. Martikainen-Ypyä, o sola o en col·laboració amb el seu marit, va guanyar nombroses competicions arquitectòniques i va dissenyar molts hospitals, escoles, fàbriques, edificis d'oficines i habitatges.